# 1,4-Dioxine
La 1,4-dioxine (parfois appelée simplement dioxine ou p-dioxine) est un composé hétérocyclique de formule C4H4O2. C'est aussi le nom générique des composés comportant ce type d'hétérocycle. Son caractère aromatique a été discuté, mais l'on considère aujourd'hui que ce composé est non-aromatique, bien qu'ayant 8 électrons π délocalisables.
Il existe, en plus la 1,4 dioxine, deux formes isomères de la dioxine, la 1,2-dioxine (ou o-dioxin), qui, due à ses caractéristiques proches des peroxydes, est beaucoup plus instable, et une autre, la 1,3-dioxine qui est aussi particulièrement instable voire inexistante.

## Synthèse
La 1,4-dioxine peut être préparée par cycloaddition, notamment par réaction de Diels-Alder.

## Dérivés

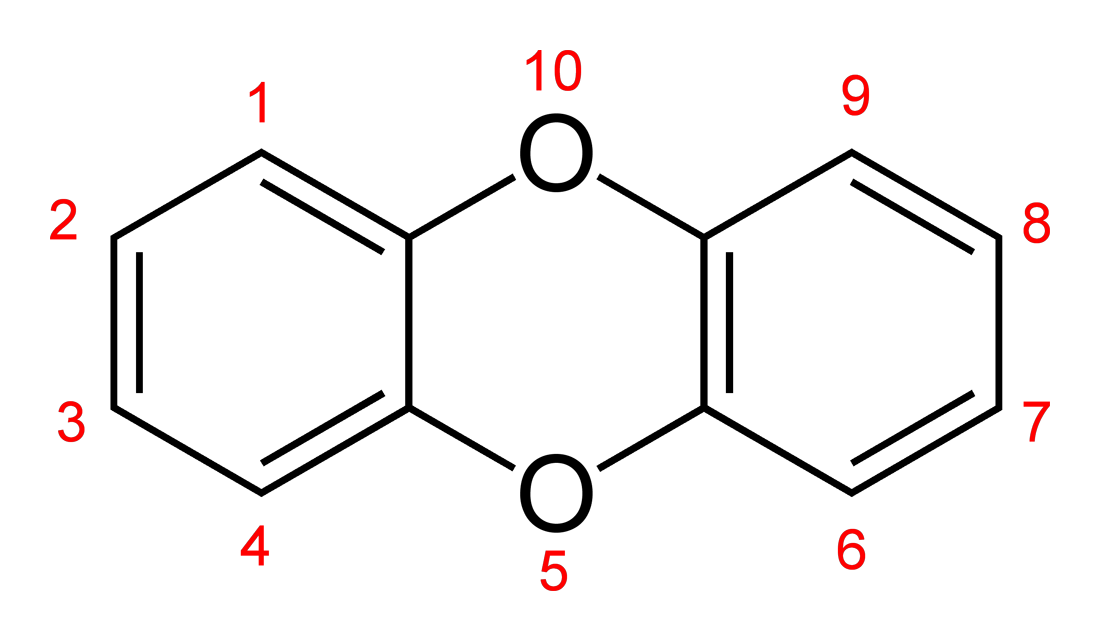
représentation avec numérotation de la dibenzo-1,4-dioxine, composé de base des PCDD

Le mot « dioxine » fait en général référence à des composés ayant un noyau de dioxine où sont attachés d'autre substituants. Par exemple, la dibenzo-1,4-dioxine est un composé dont la structure est un noyau de 1,4-dioxine fusionné avec deux cycles benzéniques.

### Polychlorodibenzo-p-dioxines
À cause de leur extrême importance comme polluants, le terme « dioxine » est très souvent utilisé dans la littérature scientifique pour désigner les dérivés chlorés de la dibenzo-1,4-dioxine, appelés polychlorodibenzo-p-dioxines (PCDD), dont l'élément le plus connu est la 2,3,7,8-tétrachlorodibenzo-p-dioxine (TCDD), dite « dioxine de Seveso ».